# Polyscias humbertiana
Polyscias humbertiana är en araliaväxtart som först beskrevs av Georges Bernardi, och fick sitt nu gällande namn av Lowry och G.M.Plunkett. Polyscias humbertiana ingår i släktet Polyscias och familjen Araliaceae. Inga underarter finns listade.